# Villa Rosebery

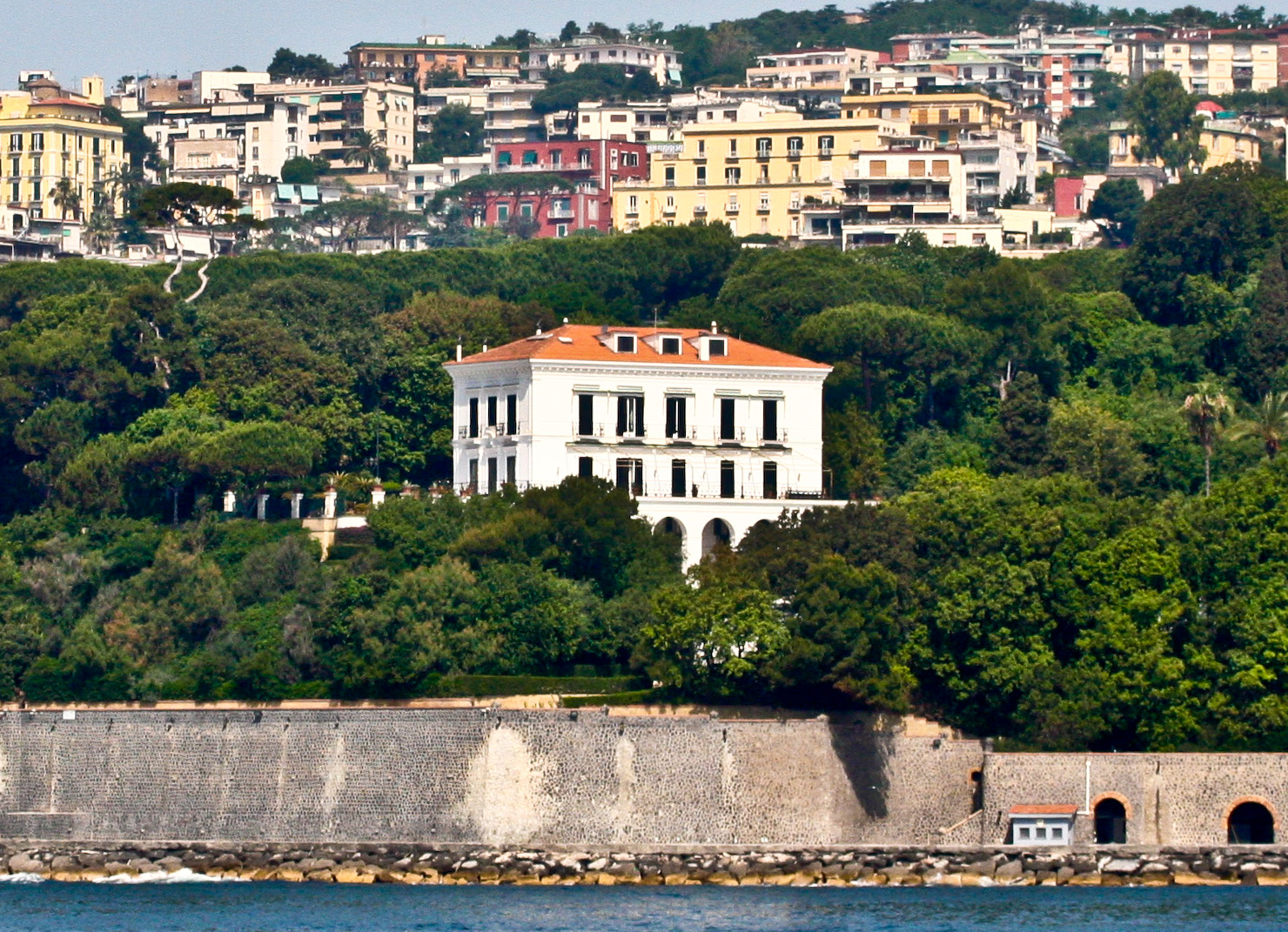
Villa Rosebery, in Napels

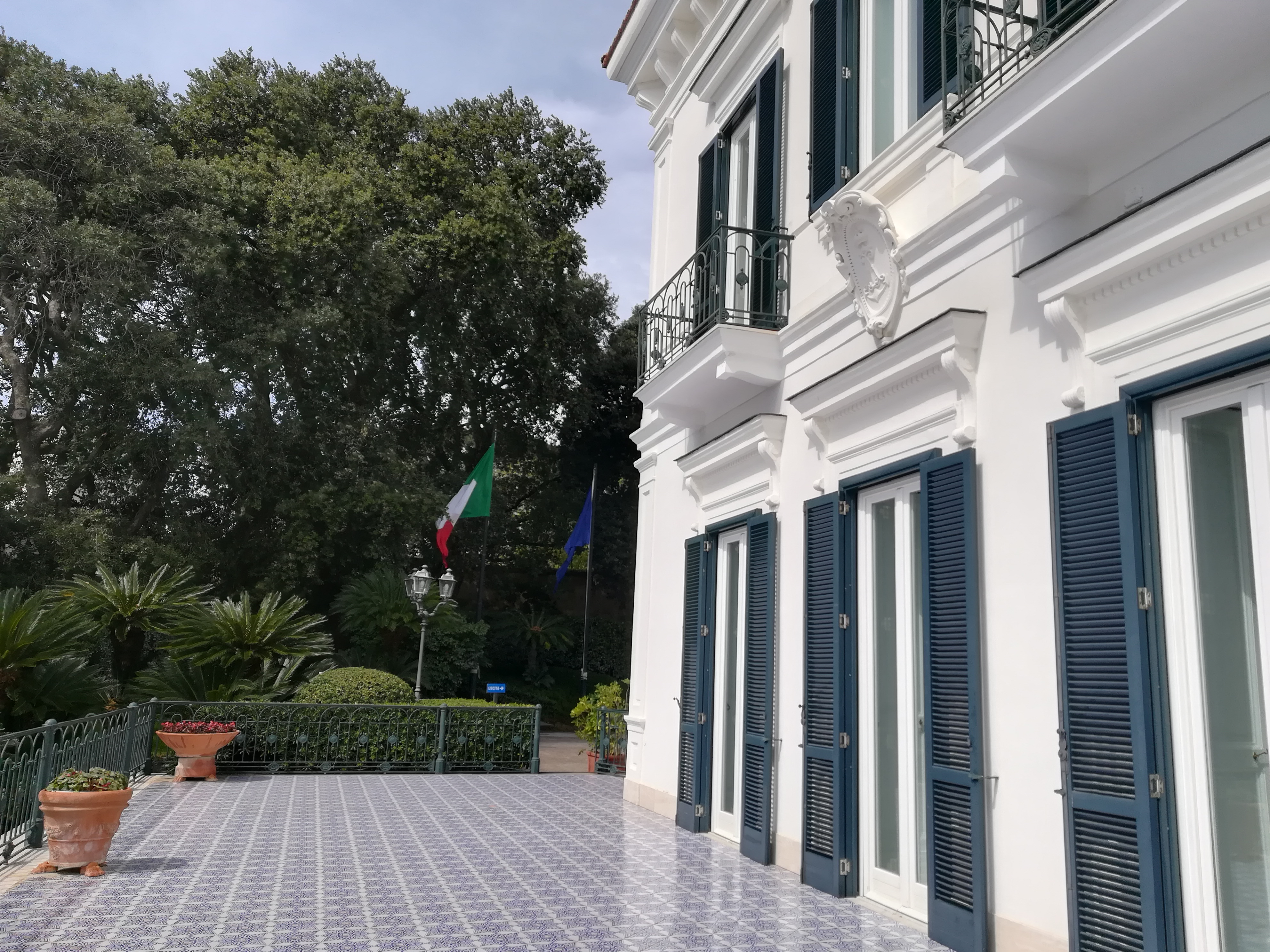
Een van de terrassen van de Villa Rosebery

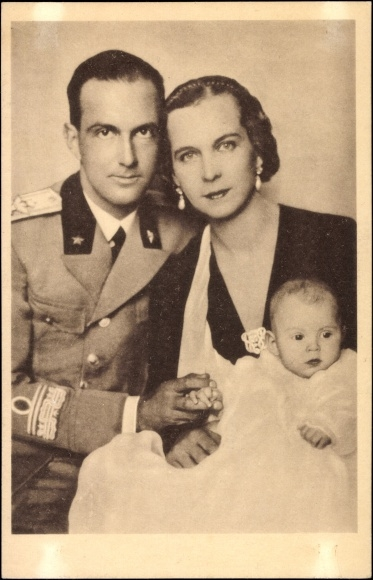
Geboortehuis van prinses Maria Pia

De Villa Rosebery (begin 19e eeuw) is een paleis in Napels, hoofdstad van de Italiaanse regio Campania. Het is een van de drie officiële residenties van de president van de Italiaanse Republiek.

## Naam
De naam Villa Rosebery werd gegeven door de Britse troepen die Italië bevrijdden in 1944-1945. Ze noemden de villa naar een van de vroegere eigenaars, de Britse politicus Archibald Primrose, de 5e graaf van Rosebery. Hij leefde in de villa in de eeuwwisseling 19e-20e eeuw. 
Andere namen waren Villa Serra Marina (19e eeuw), La Brasiliana (19e eeuw) en Villa Maria Pia (20e eeuw). 

## Ligging
Het neoclassicistisch paleis bevindt zich op de Capo Posillipo in de Napolitaanse wijk Posillipo, aan de Baai van Napels. Het domein is 660 ha groot en heeft een aparte haven.

## Historiek
In 1801 kocht Joseph von Thurn verschillende aangrenzende terreinen aan de zee. Hij was Oostenrijker en een officier in de vloot van de Napolitaanse koning Ferdinand IV van Bourbon. Op een uitstekend punt van het terrein bouwde hij een villa met kapel. Een deel van het domein vormde hij om tot wijngaarden en fruitgaarden. Tijdens de Franse bezetting van Napels (1806-1815) werd hij verjaagd. Franse officieren betrokken de villa. Na de val van Napoleon Bonaparte in de Slag bij Waterloo (1815) kreeg koning Ferdinand IV, voortaan Ferdinand I der Beide Siciliën, de villa in handen (1816). Ferdinand I schonk de villa terug aan Joseph von Thurn met bovendien een schadevergoeding (1817), aangezien de Fransen de villa gehavend hadden achter gelaten. 
Von Thurn zag af van restauratiewerken; hij verkocht de villa in 1820 aan de prinses van Gerace en haar zoon. Eenmaal de villa herbouwd in een luxueuze residentie noemde de prinses haar de Villa Serra Marina. 
In 1857 kochten prins Lodewijk van Bourbon-Sicilië en prinses Januaria Maria van Portugal en Brazilië de villa. Omdat zijn echtgenote in Brazilië geboren was, noemde Lodewijk de villa Villa Brasiliana. Met de val van het Bourbonregime in Napels, door de eenmaking van Italië, vluchtte het echtpaar naar het buitenland (1860). 
De zakenman Gustave Delahante bewoonde de villa van 1860 tot in 1897. 
Primrose kocht de villa in 1897. Archibald Primrose, de 5e graaf van Rosebery, was een gepensioneerd minister-president en verbleef vaak tussen zijn Napolitaanse vrienden. In 1909 schonk de hoogbejaarde graaf de villa aan de Britse Staat. Britse diplomaten in Italië troffen elkaar regelmatig in de villa. Met de komst van het fascisme in Italië wou de Britse regering verlost zijn van de villa. Zij schonk de villa aan de Italiaanse Staat, met akkoord van Benito Mussolini, in het jaar 1932. Kroonprins Umberto en prinses Marie-José van België woonden er occasioneel. In 1934 werd hun dochter Maria Pia van Savoye geboren in de villa; de koninklijke familie sprak voortaan van de Villa Maria Pia. Bij de bevrijding van Napels (1944) inspecteerden Britse troepen de villa die ooit van een van hun premiers geweest was.
Na de val het koninkrijk Italië (1946) viel de Villa Rosebery zoals de Britten ze noemden, in handen van het presidentschap van de Republiek Italië. De presidenten van Italië behielden de naam Villa Rosebery.